# Gouvernement Senghor V
Le président de la République, Léopold Sédar Senghor, nomme le 15 juin 1966 un nouveau gouvernement, pour succéder à celui nommé en avril 1965.
- Doudou Thiam, ministre d’État chargé des Affaires étrangères, des Relations avec les assemblées et de la suppléance du président de la République
- Abdoulaye Fofana, ministre délégué auprès du président de la République, chargé de l’Information et du Tourisme
- Daniel Cabou, ministre du Commerce, de l’Industrie et de l’Artisanat
- Amadou Mahtar Mbow, ministre de l’Éducation nationale
- Habib Thiam, ministre du Plan et du Développement
- Jean Colin, ministre des Finances
- Alioune Badara Mbengue, ministre de la Justice, garde des Sceaux
- Magatte Lô, ministre de l’Économie rurale
- Amadou Karim Gaye, ministre des Forces armées
- Abdourahmane Diop, ministre de la Fonction publique et du Travail
- Émile Badiane, ministre de l’Enseignement technique et de la Formation des cadres
- Abdoulaye Ly, ministre de la Santé publique et des Affaires sociales
- Amadou Cissé Dia, ministre de l’Intérieur
- Ibra Mamadou Wane, ministre de l’Energie et de l’Hydraulique
- Amadou Racine Ndiaye, ministre l’Éducation populaire, de la Jeunesse et des Sports
- Mady Cissokho, ministre des Travaux publics, de l’Urbanisme et des Transports
- Assane Seck, ministre des Affaires culturelles

Le gouvernement reste en poste jusqu'à la nomination d'un nouveau gouvernement, le 9 mars 1968.

## Source
- Gouvernements du Sénégal de 1957 à 2007 (Site Équité et égalité de genre au Sénégal, Laboratoire GENRE, université Cheikh Anta Diop, Dakar)